# Varju László
Varju László (Komló, 1961. augusztus 22. –) magyar politikus, országgyűlési képviselő, a megszűnt Nemzeti Fejlesztési és Gazdasági Minisztérium államtitkáraként tevékenykedett 2008 és 2010 között.

## Magánélete, tanulmányai, munkája
1961. augusztus 22-én született Komlón. A baranyai Mágocson 3 gyermekes családban nőtt fel. Pécsen a Zipernovszky Károly Szakközépiskolában villamosipari technikusi végzettséget szerzett. 1979 ben a Mecseki Ércbányászati Vállalatnál ( Uránbánya ) annak III as üzemében, Kövágószőllősön kezdett dolgozni, mely tíz éven át volt munkahelye. Kezdetben villanyszerelőként, majd - tanfolyamok elvégzésével - csillés, segédvájár, vájár és szakvezető vájárként. Közben bányaipari technikumban robbantó mesteri, aknászi képesítést is szerzett. 1989-től - a munkahelye megszűnésének bejelentését követően - egyéni később családi vállalkozásban - folytatta munkáját.
2005-ben a Szent István Egyetem tanult mint közgazdász, azonban a Károly Róbert Főiskola közgazdászi szakát végezte el és a Budapesti Corvinus Egyetemen másoddiplomázott 2008-ban. Nős, két fiú gyermek és egy lány gyermek édesapja. Doktorandusz hallgatóként, az abszolutóriumhoz szükséges vizsgákat tette le.

## Politikai pályafutása
A Magyar Szocialista Párt (MSZP) alapító tagja. 1992 és 1995 között, a  Baloldali Ifjúsági Társulásnak az alelnökévé választották. 1994 és 2002 között a Pest megyei Közgyűlésben az Ifjúsági és Sport bizottság tagja, az MSZP frakciójának helyettes vezetője volt. 1994 és 2002 között az MSZP parlamenti frakciószakértőjeként tevékenykedett. 1996-tól 2001-ig a Nemzeti Gyermek és Ifjúsági Közalapítvány elnöke.  2002-ben  Taksony nagyközség polgármesterévé választották, de a 2006-os választáson alulmaradt a kihívójával szemben. 2002-től 2011-ig az MSZP országgyűlési képviselőjeként a párt frakciójában foglalt helyet, frakcióigazgatóként dolgozott. 2007 - 2008 között ellátta a Középmagyarországi Regionális Fejlesztési Tanács elnöki teendőit.
2008-ban a második Gyurcsány-kormány Nemzeti Fejlesztései és Gazdasági Minisztérium államtitkárának nevezték ki. 2011-ben kilépett az MSZP-ből és belépett a Gyurcsány Ferenc akkor alapított pártjába, a Demokratikus Koalícióba és a párt alelnökeként és országgyűlési képviselőjeként folytatta munkáját. 2014-es magyarországi országgyűlési választáson egyéni választókerületben nem szerzett mandátumot, de annak listájáról bejutva 2014. június 30-tól újra országgyűlési képviselőként dolgozhatott. A 2018-as országgyűlési választáson a Budapesti 11. sz. országgyűlési egyéni választókerületben nyert egyéni választókerületi mandátumot. A Költségvetési Bizottság elnöke.
A 2021-es magyarországi ellenzéki előválasztáson pártja ugyancsak a Budapest 11 es - újpesti, angyalföldi -  választókerületben indította  a Mindenki Magyarországa Mozgalom támogatásával. A DK, MSZP, Momentum, Párbeszéd, LMP, Jobbik és a Liberális Párt ellenzéki pártok támogatásával, egyedüli indulójukként Varju László megnyerte az előválasztást, majd a 2022-es magyarországi országgyűlési választást is a választókerületében.

## Büntetőügye
2018-ban az MTVA épületében dulakodott a biztonsági őrökkel. Emiatt büntetőügy indult ellene, amiben végül 2024-ben jogerősen bűnösnek találták. Egy másik vádpont szerint választási csalást is elkövetett, amikor arra próbált meg rávenni egy képviselőjelöltet, hogy lépjen vissza a választástól, és arra is ígéretet tett, hogy kampányköltségeit kifizeti. Ebben a vádpontban szintén jogerősen bűnösnek találták. Emiatt Fekete-Győr Andráshoz hasonlóan a képviselői mandátuma megszűnik. Nem várta meg a mandátuma összeférhetetlenségének a kimondását, hanem lemondott, és az időközi választáson újból mandátumot szerzett.